# Helena Drzażdzyńska

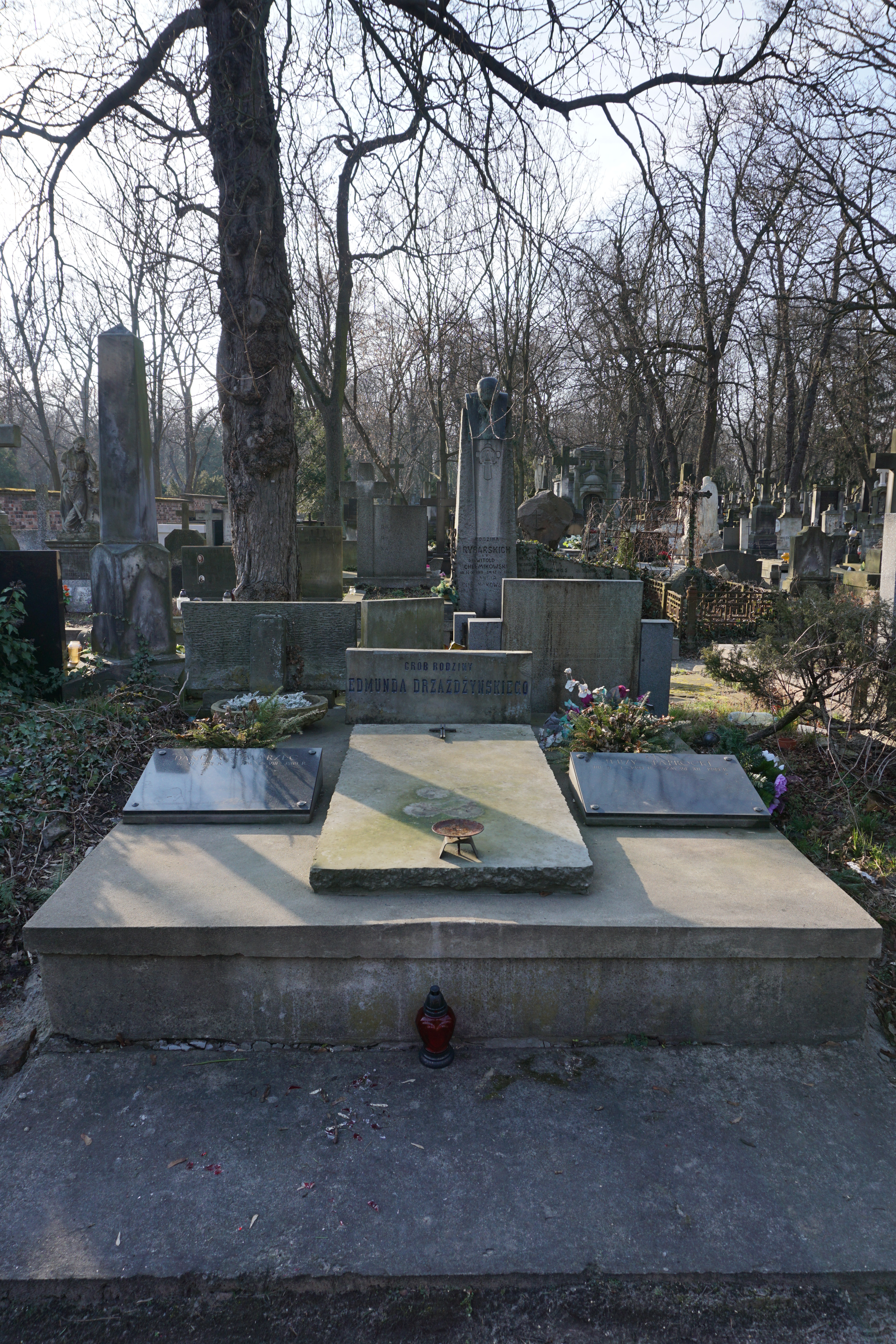
Grób Heleny Drzażdzyńskiej na cmentarzu Powązkowskim

Helena Drzażdzyńska (ur. 6 lutego 1894, zm. 8 października 1977 w Warszawie) – polska kustosz i bibliotekarz, doktor filozofii.

## Życiorys
Urodziła się 6 lutego 1894. Ukończyła Państwowe Kursy Bibliotekarskie przy Bibliotece Uniwersytetu Poznańskiego, które prowadził Edward Kuntze. Następnie uczęszczała na Kursy Humanistyczne oraz do Instytutu Pedagogicznego przy Wolnej Wszechnicy Polskiej w Warszawie. W 1921 rozpoczęła studia doktoranckie na Uniwersytecie Warszawskim oraz pracę Bibliotece Głównej Szkoły Głównej Handlowej. Do grona jej wykładowców należeli m.in. Marceli Handelsman oraz Konstanty Krzeczkowski, który był jej opiekunem naukowym. W 1927 obroniła doktorat za pracę Ludność Warszawy w roku 1792, w 1930 została zastępcą kierownika Biblioteki SGH i rozpoczęła tworzenie największej w Polsce biblioteki społecznoekonomicznej.
Podczas II wojny światowej pracowała przy zbiorach wcielonych przez Niemców do tzw. „Staatsbibliothek” i mimo zagrożenia udostępniała zasoby biblioteczne studentom Miejskiej Szkoły Handlowej.
W 1948 została dyrektorem Biblioteki Szkoły Głównej Handlowej i pełniła tę funkcję do przejścia na emeryturę w 1966. Pod jej kierownictwem Biblioteka SGH stała się wzorcowym ośrodkiem informacji i dokumentacji naukowej. W dniu 28 kwietnia 1966 roku Senat Uczelni podjął uchwałę stwierdzającą, że „dr Helena Drzażdżyńska dobrze zasłużyła się Szkole”.
Zmarła w Warszawie, pochowana na cmentarzu Powązkowskim (kwatera 174-3-35/36).

## Ordery i odznaczenia
- Złoty Krzyż Zasługi (28 września 1954)[4]
- Medal 10-lecia Polski Ludowej (19 stycznia 1955)[5]